# فرانکونیا (پنسیلوانیا)
فرانکونیا (به انگلیسی: Franconia) یک منطقهٔ مسکونی در ایالات متحده آمریکا است که در Franconia Township واقع شده‌است. فرانکونیا ۱۲۰٫۰۹ متر بالاتر از سطح دریا واقع شده‌است.